# Ginban Kaleidoscope
Ginban Kaleidoscope (銀盤カレイドスコープ Ginban Kareidosukōpu?) es una novela ligera escrita por Rei Kaibara e ilustrada por Suzuhira Hiro. Shūeisha publicó nueve volúmenes de la serie bajo su sello Super Dash Bunko entre 2003 y 2006.Se hizo una adaptación al manga (también escrita por Rei Kaibara e ilustrada por Hasegawa Jun) y una adaptación al anime que consta de 12 capítulos.

## Argumento
La historia se centra en Tasuza Sakurano de 16 años que es una patinadora y es candidata para ir a las olimpiadas, pero Tasuza cae, lo que hace que pierda el conocimiento. Mientras tanto, al mismo tiempo, un piloto llamado Pete Pumps muere cuando se estrella con su avioneta. Tasuza despierta después de haber perdido el conocimiento, en ese momento ella escucha una voz, percatándose que no está sola, y se da cuenta de que esa persona es Pete, éste le dice que es un fantasma y ahora tendrá que estar a su lado por 100 días. Al principio, ella no lo soporta, pero después, poco a poco, los dos se llevan bien, hasta llegar al punto en que realmente se quieren el uno al otro.

## Personajes
- Tazusa Sakurano (桜野タズサ, Sakurano Tazusa)

(seiyū: Ayako Kawasumi)
Es la personaje principal de la historia. Al principio a Tazusa no le gusta para nada la idea de que un fantasma posea su cuerpo durante 100 días e intenta hacer todo lo que está en su poder para "exorcizar" a Pete (El fantasma que vive dentro de Tazusa), pero con el tiempo empieza a aceptarlo. Debido a su mal carácter tiene una mala reputación, el público y los reporteros la odian, lo que la hace ser la comidilla de los medios. Desde que se enteró de que Pete odia los tomates los come en grandes cantidades a manera de castigo, también suele golpearse a sí misma (Pete siente y ve lo que Tazusa). La gente alrededor de Tazusa no puede oír a Pete, así que cuando habla con Pete la gente piensa que está loca, lo que da pie a muchas situaciones graciosas. Como Pete puede ver lo mismo que ella, Tazusa se empezó a bañar y a vestir con los ojos vendados y se rehúso a ir al baño por varios días (hasta que ya no pudo más). Tiempo después, se enamora de Pete, pero a Pete le tocó irse y no logró decírselo. En 2 capítulos (Adaptados al anime)se besan.
- Pete Pumps (ピート・パンプス, Piito Panpusu)

(seiyū: Hiroyuki Yoshino)
Es el coprotagonista de la historia, un fantasma de 16 años que tuvo que "poseer" a Tazusa por 100 días porque en el Cielo estaban ocupados. Es víctima de las torturas de Tazusa pero con el tiempo se convierte en su mejor amigo y confidente, incluso la ayuda con sus rutinas. Pete siempre intenta controlar un poco a Tazusa para que no explote cuando las personas la sacan de quicio. Pete demuestra ser de mucha ayuda en los exámenes y, gracias a él, Tazusa empezó a sacar notas excelentes en inglés.
- Kyōko Shidō (至藤響子, Shidō Kyōko)

(seiyū: Kazusa Murai)
Es la rival de Tazusa, las dos compiten por ser la representante de Japón en las Olimpiadas. A diferencia de Tazusa, Kyōko si cae bien al público y es la favorita para ser la representante.
- Yūji Takashima (高島優司, Takashima Yūji)

(seiyū: Juurouta Kosugi)
Es el entrenador de Tazusa. Es una persona muy agradable y muy inocente, nunca ve el mal en las personas, lo que a veces desespera a Tazusa. Tazusa y Yōko viven en su casa por el divorcio de sus padres. Siempre hay un malentendido cuando Tazusa le grita o manda a callar a Pete, y el entrenador cree que se está dirigiendo a él.
- Kazuya Nitta (新田一也, Nitta Kazuya)

(seiyū: Isshin Chiba)
Es un reportero independiente que siempre está intentando ayudar a Tazusa cuando se enfrenta a la prensa. Hubo rumores de que Tazusa y él tenían una relación amorosa, pero era mentira, ya que él está enamorado de Kyōko.
- Yōko Sakurano (桜野ヨーコ, Sakurano Yōko)

(seiyū: Chiwa Saitō)
Es la hermana menor de Tazusa. Tiene una personalidad muy diferente a la de su hermana, ya que ella es muy calmada. Ella y Mika siempre están apoyando a Tazusa.
- Honjo Mika' (本城ミカ, Honjō Mika)

(seiyū: Marina Inoue)
Asiste a la misma escuela que Tazusa y es su mejor amiga. Es la encargada de diseñarle los vestidos para las presentaciones. También hay malentendidos cuando Tazusa discute con Pete.
- Yukie Mishiro (三代雪絵, Mishiro Yukie)

(seiyū: Hiroko Suzuki)
Es una ex patinadora y una de los supervisores del comité encargado de escoger a la próxima representante de Japón en las Olimpiadas. Siempre dice cosas con doble sentido, pero está genuinamente preocupada por Tazusa y le da consejos (aunque la forma de decirlos no sea del agrado de Tazusa). Siempre le hace la observación de que su cara es inexpresiva a la hora de patinar y que tiene que sonreír. Tazusa se burla de ella, poniéndole apodos y señalando que usa demasiado maquillaje.
- Ria Garnet Juiltyev (リア・ガーネット・ジュイティエフ, Ria Gānetto Juiteifu)

(seiyū: Mamiko Noto)
Es una de las rivales de Tazusa en las Olimpiadas. Es una gran estrella en el mundo del patinaje pero por su personalidad fría se ha ganado apodos como "La reina de hielo".
- Dominique Miller (ドミニク・ミラー,

(seiyū: Maaya Okamoto)
Es otra de las rivales de Tazusa en las Olimpiadas. Es muy grosera y siempre la menosprecia. La primera vez que Tazusa escuchó la voz de Pete fue en una discusión con ella, Dominique se estaba aprovechando de que ella no sabía hablar inglés para ofenderla, en ese momento Tazusa escuchó una voz que le mandaba a contestar '"Kiss my ass".

## Música
- Opening

Dual por Yellow Generation
- Ending

Energy por Marina Inoue